# 捕虫霉科
捕虫霉科（学名：Zoopagaceae）为捕虫霉目的一个科。此科的模式属为捕虫霉属(Zoopage)。

## 下级分类
- 无柄霉属 Acaulopage
- 泡囊虫霉属 Cystopage
- Lecophagus
- Stylopage
- Tentaculophagus
- 捕虫霉属 Zoopage
- Zoophagus